# Tréclun
Tréclun település Franciaországban, Côte-d’Or megyében. Lakosainak száma 425 fő (2022. január 1.). Tréclun Villers-les-Pots, Champdôtre, Pluvet, Soirans, Trouhans és Tart községekkel határos.

## Népesség
A település népessége az elmúlt években az alábbi módon változott:
| Lakosok száma | 206  | 211  | 213  | 278  | 447  | 461  | 470  | 445  | 433  | 425  |
|               | 1968 | 1982 | 1990 | 2006 | 2013 | 2015 | 2017 | 2019 | 2020 | 2022 |